# Tefrite
La tefrite è una roccia magmatica effusiva basica, peralcalina (cioè ricca in Na2O e K2O) e sottosatura in silice, equivalente effusivo delle foid-dioriti e dei foid-gabbri. La tessitura è afanitica ipocristallina o faneritica a grana fine, quasi sempre porfirica. Il colore è generalmente grigio di varie tonalità, più raramente nero. È composta da plagioclasio calcico, feldspatoidi (leucite, nefelina e altri), augite titanifera ± piccole quantità di feldspato alcalino in una matrice vetrosa molto scarsa o assente. I più comuni accessori sono l'apatite e gli ossidi di ferro.

## Etimologia
Il nome deriva dal greco τέφρα (téfra), che significa cenere, per il suo colore grigio cenere.

## Nomenclatura e variabilità

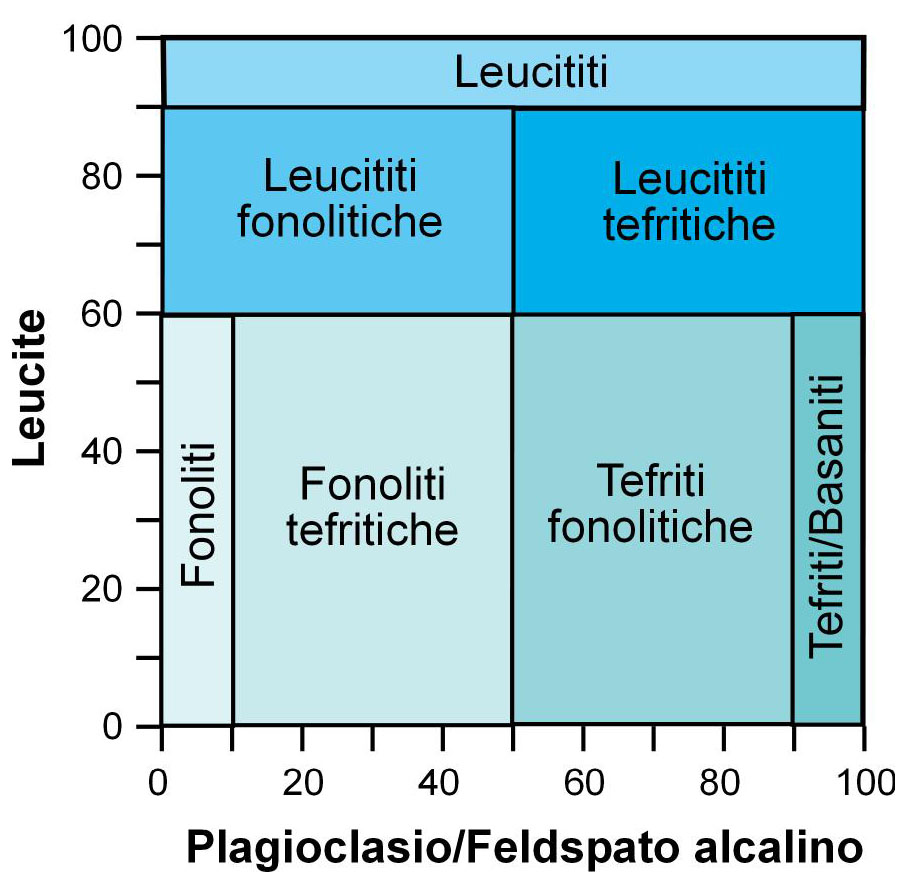
Nomenclatura delle rocce sottosature a leucite sulla base del rapporto tra % modale di leucite (in ordinata) e Rapporto Feldspatico (in ascissa: 0 corrisponde a 100% di feldspati alcalini e 0% di plagioclasio e 100 al 100% di plagioclasio e 0% di feldspati alcalini).

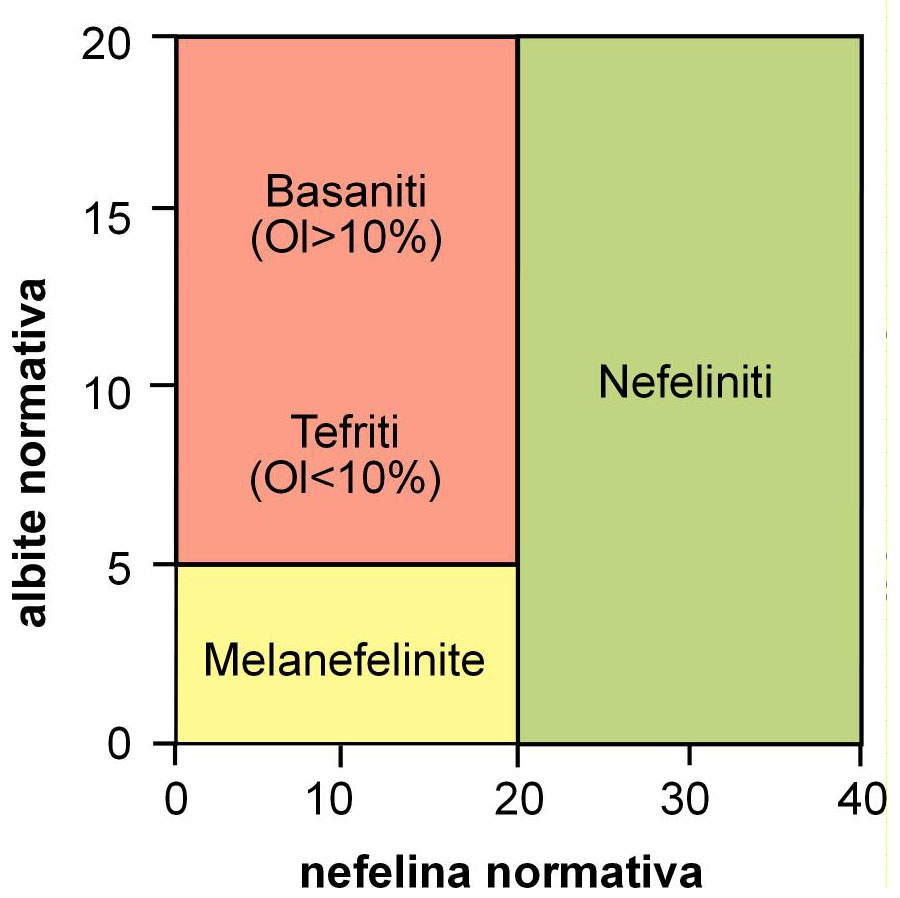
Nomenclatura su base normativa delle rocce sottosature a nefelina

Quando completamente o quasi cristallizzate, le tefriti si possono classificare sulla base della loro composizione modale utilizzando il diagramma QAPF per le rocce effusive. Si possono fare ulteriori distinzioni usando lo schema in alto a sinistra, che mette in relazione il contenuto in feldspatoidi (in questo caso la leucite, il feldspatoide di gran lunga più comune) con il rapporto tra feldspati alcalini (sanidino, anortoclasio, albite) e plagioclasio sul totale dei feldspati. Se il feldspato alcalino è in quantità maggiori del 10% sul volume totale dei feldspati, si passa alla tefriti fonolitiche (10-50% sul volume totale dei feldspati) e alle fonoliti tefritiche (50-90% sul volume totale dei feldspati).
Se i feldspatoidi superano il 60% del volume totale della roccia, questa prende il nome dal fedspatoide prevalente seguito dall'aggettivo "tefritica". Se al posto delle leucite c'è la nefelina o altro feldspatoide, nello schema si sostituisce il termine leucitite con nefelinite, haüynofiro, noseanite ecc..
Per le trachiti contenenti vetro si usa la classificazione su base chimica del diagramma TAS (più in basso). Se il feldspatoide prevalente è la nefelina si può usare il diagramma su base normativa in alto a destra, che discrimina tra tefriti, basaniti e nefeliniti 

## Composizione chimica
|       | % in peso |
| ----- | --------- |
| SiO2  | 48,36     |
| TiO2  | 0,70      |
| Al2O3 | 16,80     |
| Fe2O3 | 2,55      |
| FeO   | 4,40      |
| MnO   | 0,13      |
| MgO   | 6,57      |
| CaO   | 9,85      |
| Na2O  | 1,30      |
| K2O   | 8,33      |
| P2O5  | 0,61      |

## Ambienti geodinamici
Le tefriti si trovano in isole vulcaniche oceaniche non sull'asse delle dorsali, in aree continentali soggette a sollevamenti non orogenici (ad es. sopra punti caldi) e nei rift intraplacca.

## Distribuzione e utilizzo
In Italia (in gran parte tefriti leucitiche):
- Isola di Vulcano (Quaternario)[3]
- Provincia magmatica del Lazio (Quaternario): Monti Vulsini [3], Monti Sabatini [3], stratovulcano di Vico [3], Colli Albani[3]
- Provincia magmatica campana (Quaternario): Monte Somma-Vesuvio [3], Monte Vulture [3]
- Tefriti fonolitiche quaternarie si trovano nei Monti Ernici [3]

Nel mondo:
- Repubblica Ceca, Gran Canaria, Tristan da Cunha, Greenstone belt (Canada), Nicaragua, vulcano Payun Matru (Argentina), aree vulcaniche di Durango e San Martin Tuxtla (Messico), aree vulcaniche di Auckland e Whangarei (Nuova Zelanda).